# 三田 (目黑區)
三田（日语：／ Mita */?）是東京都目黑區的地名。現行行政地名為三田一丁目及三田二丁目。2013年7月1日為止的人口有5,437人。郵遞區號為153-0062。

## 地理
位於目黑區北部。北鄰澀谷區惠比壽、惠比壽南，東接品川區上大崎，南連目黑一丁目，西與目黑區目黑二丁目之間以目黑川為界，西北鄰目黑區中目黑。
一丁目東部與北部的澀谷區惠比壽是惠比壽花園廣場所在地，其中位於一丁目的有惠比壽花園廣場主塔南半部、東京都寫真美術館、東京威斯汀酒店、The Garden Hall、惠比壽Garden Terrace一號館等。西部目黑川沿旁有目黑清掃工場。清掃工場的煙囪高150公尺，引人注目。
一丁目有南北向的JR山手線路廊貫通，但無鐵路車站。此外町域內主要道路有新茶屋坂通與目黑三田通。
茶屋坂附近、波蘭大使館所在的二丁目是地勢起伏明顯的高級住宅區，高級公寓與宅邸林立。

## 歷史
依據十世紀初的《倭名類聚抄》，此地在古代稱為武藏國荏原郡「御田鄉」（みたごう），其名稱來自大化改新以前的天皇直轄領地「屯田」（みた）。明治中期前是舊目黑六村之一的三田村。港區三田在古時與目黑三田同屬「御田鄉」。十五世紀左右兩地獨立，港區三田劃為「三田村」，目黑區三田一帶劃為「銀（しろがね）三田鄉」，江戶時代以後銀三田鄉再分為港區的白金村與目黑區的三田村。
直至今日，目黑三田與港區三田仍同為港區三田春日神社的氏子。
江戶時代，目黑三田村大半是幕領與大名、旗本的別邸，文化、文政時期，此地僅有十餘戶。此地引三田用水的水打造瀑布庭園，風景秀麗。
明治以後，在山手線鋪設與啤酒工廠的建設之下開始發展。平成6年10月惠比壽花園廣場的開幕，再次改變此地街景。

### 地名由來
源自天皇直轄領地「屯田」（みた）

## 交通
町域內沒有鐵路車站。可利用北側的JR山手線、東京地下鐵日比谷線惠比壽站，西北方的東急東橫線、東京地下鐵日比谷線中目黑站，南側的山手線、東急目黑線、東京地下鐵南北線、都營地下鐵三田線目黑站。此外也可利用來自惠比壽站與中目黑站的巴士。

## 設施

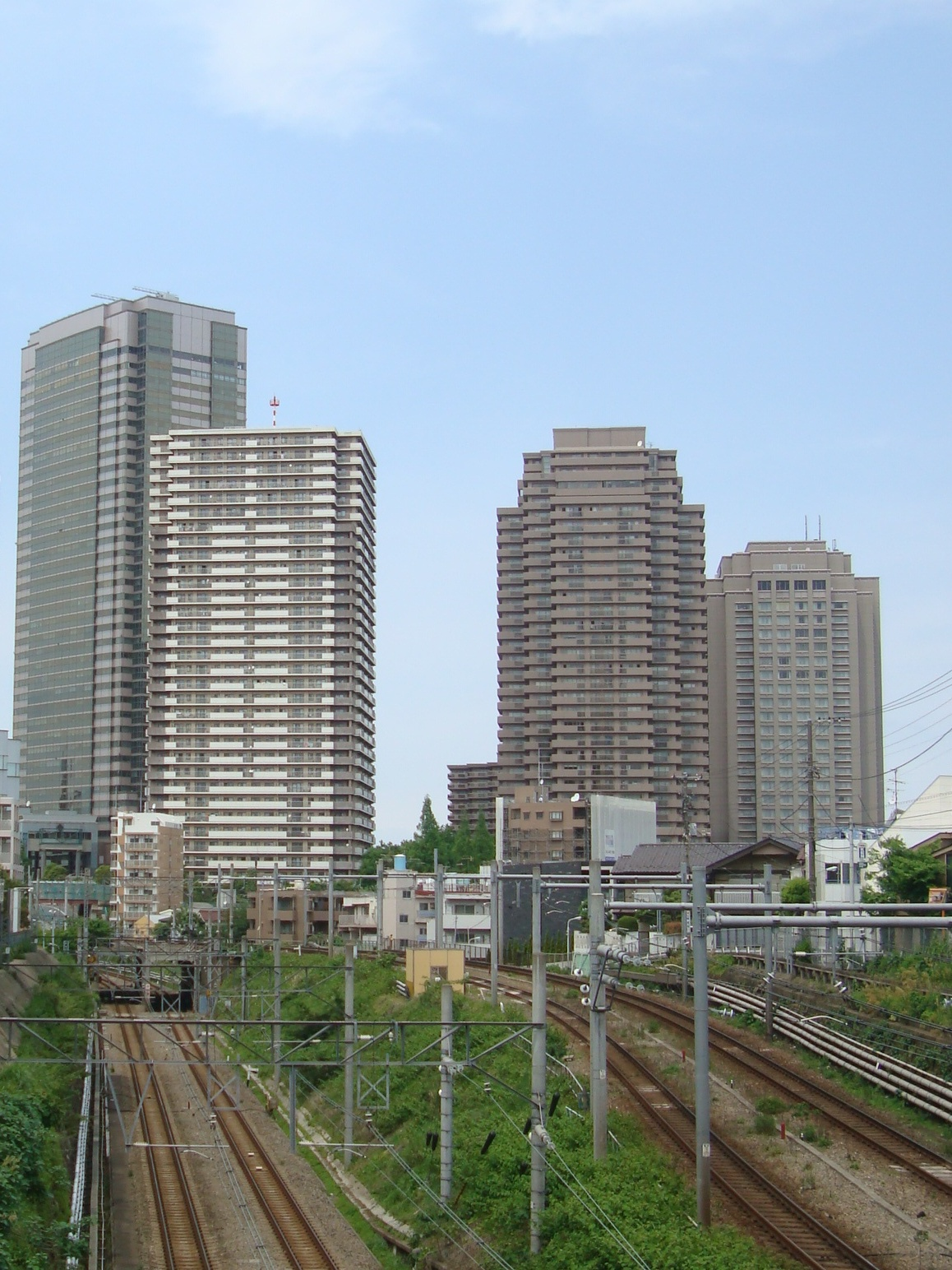
惠比壽花園廣場
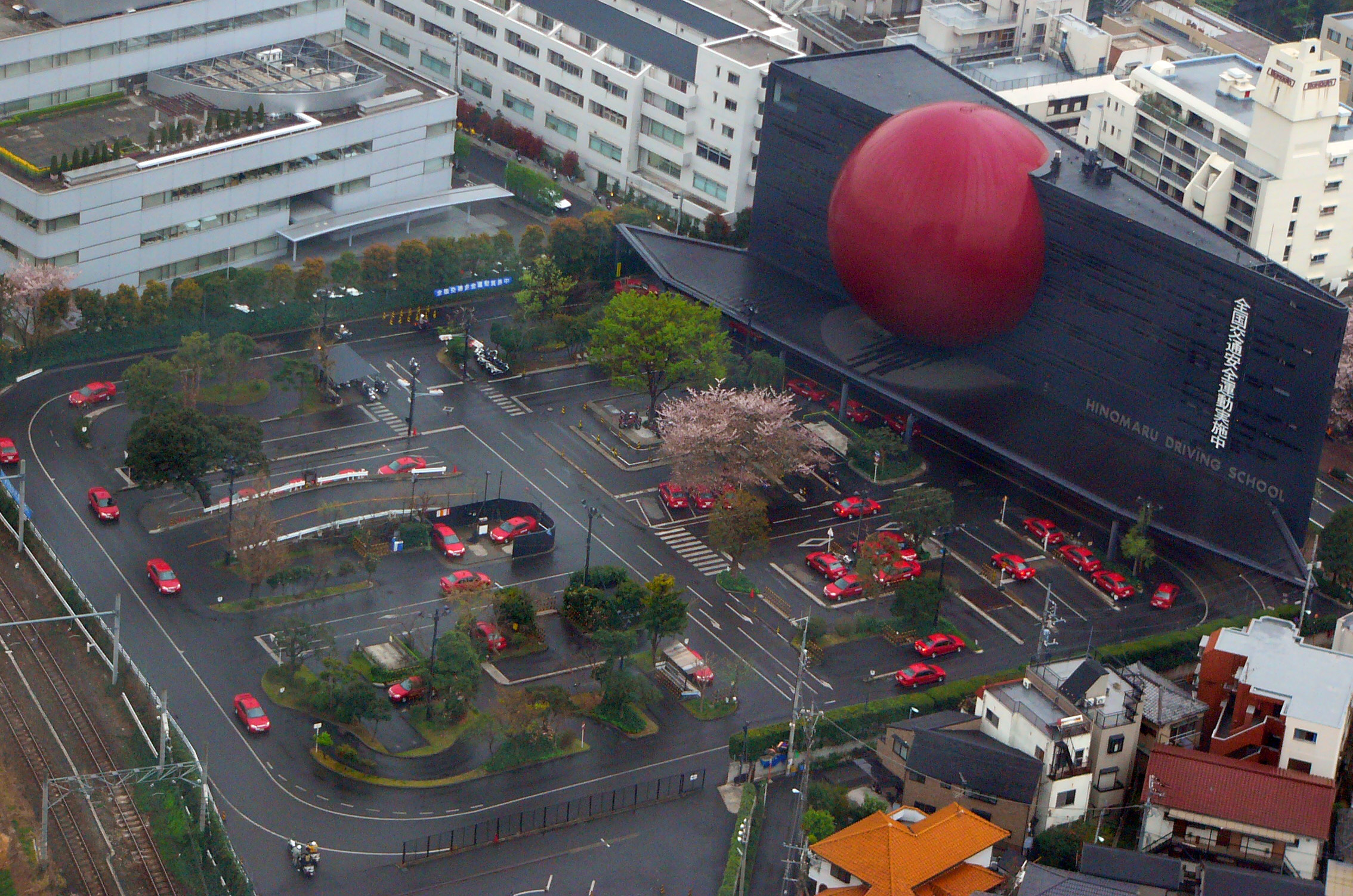
日之丸自動車學校。建物中央的紅色球體為一大特色。
  - 東京都寫真美術館
  - 東京威斯汀飯店（日语）
- 阿爾及利亞駐日大使館（日语）
- 波蘭駐日大使館（日语；波兰语；英语）
- 目黑清掃工場（日语）
- 總合醫院厚生中央醫院（日语）
- 日之丸自動車學校（日语）
- 目黑區立三田丘之上公園
- 惠比壽View Tower

- 惠比壽花園廣場
- 日之丸自動車學校。建物中央的紅色球體為一大特色。

## 備註
1. ↑  .   [2013-08-04]. （原始内容存档于2020-05-03）.
2. ↑  .   [2013-08-04]. （原始内容存档于2013-07-27）.